# Хотел Империјал (Беч)
Хотел Империјал је луксузни хотел са пет звездица у Бечу. Налази се на бечком рингу (Ringstraße) на адреси Кернтнер Ринг 16, у Првом бечком округу.

## Опис
Фасада хотела Империјал је у италијанском неоренесансном стилу. На врху зграде налази се камена балустрада која уоквирује хералдичке животиње са грба Виртемберга. Главни улазни портал садржи четири статуе које су такође симболичне. Првобитни портал је био довољно широк за кочију са два коња.
Унутрашњи намештај хотела истиче бечку елеганцију деветнаестог века са китњастим мермером, ручно изрезбареним статуама и масивним кристалним лустерима. У предворју, Краљевско степениште води до апартмана и соба које су такође осветљене величанственим лустерима који висе са високих плафона од штукатуре. Са приватних балкона хотела пружа се поглед на центар Беча.

## Историја
Зграду је пројектовао архитекта Арнолд Зенети и изграђена је под управом Хајнриха Адама 1863. Првобитно је била планирана као градска палата (Stadtpalais) и резиденција војводе Филипа од Виртемберга (1838–1917) и његове супруге Марије Терезије (1845–1927), рођене надвојвоткиње Аустрије; првобитно име је било Виртемберг палата (Palais Württemberg). Међутим, војводски пар није дуго уживао у свом новом дому. Након што су се тамо преселили 1866. године, продали су га пет година касније.
За Светску изложбу у Бечу 1873. године, палата је претворена у хотел. Године 1928. дограђена су два спрата, али је оригинална архитектура и даље присутна и саставни је део луксузне атмосфере.
Током година, Хотел Империјал је имао бројне познате госте, укључујући краљицу Елизабету Другу и Чарлија Чаплина. Достојанственици и краљевске породице из целог света одседали су у Империјалу. Адолф Хитлер, који је радио у хотелу као надничар током свог младалачког скитничарења по Бечу, вратио се након Аншлуса 1938. као почасни гост, и имао је стални апартман. Бенито Мусолини је одсео у хотелу током Другог светског рата са знатно мање помпе.
Империјал је купила италијанска компанија Гранди Алберги (Compagnia Italiana Grandi Alberghi) након што је швајцарски принц Карим Ага Кхан купио ову компанију 1985. и почео да шири своје присуство са Италије на Шпанију и Аустрију. Године 1994. компанија Старвуд је купила компанију Гранди Алберги и након аквизиције ове компаније од стране Мериот корпорације, Хотел Импријал је ушао у групу Лагжри Конекшн (The Luxury Collection), групу историјских и угледних хотела који имају сличну величину као Империјал.
Пре рата, Империјал је делом био у власништву Семјуела Шалингера, који је био приморан да га прода 1938. због нацистичког прогона Јевреја. Шалингер је умро 1942. у концентрационом логору Терезијенштат код Прага. Симон Визентал, аустријски Јевреј који је преживео нацистичке логоре смрти и који је свој живот посветио документовању злочина Холокауста, прославио је свој 90. рођендан у хотелу Империјал 1998. уз кошер вечеру. „Видите, чак се и лустери тресу“, рекао је Визентал на вечери. „Хитлер је отишао. Нациста више нема. Али ми смо још увек овде, певамо и играмо.”

## Империјал Торта
Специјалитет хотела је Империјал торта, позната и као Царска торта. Ова торта се прави од марципана и чоколаде. Заснована је на рецепту за који се каже да га је направио кувар шегрт када је  цар Франц Јозеф отворио хотел 1873. Торта се пакује у обичној кутији од боровине или у картонској кутији (за пошиљке), од којих свака садржи једну торту или групу малих торти.